# Ma saison préférée
Pour plus de détails, voir Fiche technique et Distribution.
Ma saison préférée est un film français d'André Téchiné, sorti en 1993.

## Synopsis
Seule et cardiaque, Berthe se résigne à venir habiter chez sa fille Émilie et son gendre Bruno. Émilie invite son frère Antoine, qu'elle voit rarement, au réveillon de Noël. Le dîner dégénère en dispute, Bruno et Antoine s'affrontent violemment ; Berthe décide de retourner chez elle. Émilie quitte alors mari et enfants et loge chez Antoine qui lui prodigue son affection. À la suite d'une nouvelle attaque, Berthe est placée par ses enfants en maison de santé. Antoine qui est médecin, sait sa mère condamnée; Émilie et lui se reprochent de n'avoir pas fait assez pour elle. 
Fantasque et indépendant, Antoine aime sa sœur Émilie. Exclusif, cet amour ne suscite en apparence aucune équivoque : leurs rapports demeurent fraternels même si, à sa vue son regard irradie de tendresse. Et si parfois ils s'enlacent, comme après la mort de leur mère, c'est pour chercher dans l'étreinte de l'autre la force de ne pas céder au désespoir. La sage Émilie aime son jeune frère dont elle envie la franchise et la liberté. 

## Fiche technique
- Titre : Ma saison préférée
- Titre international : My Favorite Season
- Réalisation : André Téchiné
- Scénario : Pascal Bonitzer, André Téchiné
- Décors : Carlos Conti
- Costumes : Bernadette Villard et Claire Fraïssé
- Photographie : Thierry Arbogast
- Son : Rémy Attal et Jean-Paul Mugel
- Montage : Martine Giordano
- Musique : Philippe Sarde
- Casting : Philippe Landowski
- Effets spéciaux : Philippe Hubin et Bruno Vaillant
- Cascades : Jean-Louis Airola et Pascal Garnier
- Postproduction : Laboratoires Eclair
- Production : Alain Sarde
- Sociétés de production : Les Films Alain Sarde
- Coproduction : D.A. Films et TF1 Films Production
- Soutiens à la production : Canal+, Cofimage 4, Investimage 4 et la région Midi-Pyrénées
- Sociétés de distribution : AMLF (France) et Vertigo Films (en)( Espagne)
- Pays d'origine :  France
- Langue originale : français
- Format : couleur - 35 mm - 2,35:1 - Panavision - Format large anamorphosé
- Son : Dolby
- Budget : 6.9M€[1]
- Genre : comédie dramatique
- Durée : 125 minutes
- Date de sortie : 
  - France : 13 mai 1993 (Festival de Cannes - film d'ouverture)
  - France : 14 mai 1993 (sortie nationale)
  - DVD : 22 juin 2004
  - VOD : 30 mars 2010
- Visa d'exploitation n° 80 126
- Box-office France : 1 010 748 entrées
- Box-office Europe (hors France) : 50 896 entrées[2]

## Distribution
- Marthe Villalonga : Berthe Dupuy
- Daniel Auteuil : Dr Antoine Dupuy, fils de Berthe
- Catherine Deneuve : Émilie, sœur d'Antoine
- Jean-Pierre Bouvier : Bruno, mari d'Émilie
- Chiara Mastroianni : Anne, fille d'Émilie
- Anthony Prada : Lucien, fils d'Émilie
- Carmen Chaplin : Khadija, petite amie de Lucien
- Roschdy Zem : Medhi, frère de Khadija
- Michèle Moretti : La directrice de la maison de retraite
- Jacques Nolot : L'homme du cimetière
- Bruno Todeschini : L'homme de l'hôpital
- Ingrid Caven : La chanteuse dans le bar
- Jean Bousquet : Le père d'Émilie

## Distinctions
- César du cinéma 1994:
  - Nomination pour le César du meilleur film
  - Nomination pour le César du meilleur réalisateur (André Téchiné)
  - Nomination pour le César de la meilleure actrice (Catherine Deneuve)
  - Nomination pour le César du meilleur acteur (Daniel Auteuil)
  - Nomination pour le César de la meilleure actrice dans un second rôle (Marthe Villalonga)
  - Nomination pour le César du meilleur espoir féminin (Chiara Mastroianni)
  - Nomination pour le César du meilleur scénario original ou adaptation (André Techiné, Pascal Bonitzer)
- Festival de Cannes 1993
  - Nomination pour la Palme d'or
  - Nomination pour le Grand Prix
  - Nomination pour le Prix du Jury
  - Nomination pour le Prix de la mise en scène
  - Nomination pour le Prix du jury œcuménique
  - Nomination pour le Prix  de la Jeunesse

## Commentaires
Le film décrit la passion fusionnelle entre un frère et une sœur. Il n'est pas sans rappeler Les Roseaux sauvages, abordant les rapports humains entre écorchés vifs, les blessures des liens serrés trop fort avec pudeur et simplicité. Mais s'il reste en apparences loin des envolées de Barocco et de Rendez-vous dans son scénario, Téchiné aborde subtilement l'essentiel : la difficulté à s'affirmer et à s'affranchir des siens, et à se défaire des sentiments qui nous lient à eux, alors même que ces sentiments s'épaississent et deviennent plus douloureux avec le temps qui passe. Et enfin la mort : il chronique cette mort simple d'une femme qui a dédié sa vie à ses enfants pour propulser leur ascension sociale. Une mort que la modernité et l'argent ne savent faire reculer.

## Autour du film
- L'histoire se déroule à Toulouse où les scènes de ville ont toutes été tournées, et dans sa proche région en juillet 1992. La scène des obsèques a été filmée dans la commune de Rabastens (Tarn) au cimetière de la chapelle de Puycheval. Le restaurant au bord de l'eau, "La Plage", se situe à Venerque (Haute-Garonne). Les scènes de studio ont été tournées aux studios de Billancourt.
- Troisième rôle au cinéma pour Chiara Mastroianni.
- On aperçoit dans le film un poster du film La Fureur de vivre affiché sur un des murs de la chambre de Lucien (image de James Dean dans le rôle de Jim Stark)[3].
- Les émissions de télévision Marie Pervenche (1984) et le Club Dorothée (1987) sont visibles dans le film.
- Deuxième rôle au cinéma pour Carmen Chaplin.
- Dans la vie, comme dans le film, Chiara Mastroianni est la fille de Catherine Deneuve et de l'acteur italien Marcello Mastroianni.
- Un extrait de Ma saison préférée est cité dans la saison 1996 du programme de divertissement télévisuel américain consacré aux critiques de cinéma At the Movies (en). L'épisode est référencé sous le chemin d'accès suivant : The Rock/Heavy/The Phantom/Homage/Ma Saison Preferee.

Roschdy Zem encore inconnu à l'époque fait une très courte apparition.

## Musiques additionnelles
- Andy - Les Rita Mitsouko
- Malaïka - Angélique Kidjo
- Deep - East 17, écrite par Tony Mortimer
- Gold - East 17, écrite par Tony Mortimer
- 52 Girls - The B-52's
- I'm A Lover - Andrea
- Humpin' Around - Bobby Brown
- La La La - Ingrid Caven, écrite par Jean-Jacques Schuhl et Peer Raben
- Les Trappeurs de l'Alaska - Daniel Auteuil et Catherine Deneuve